# Anthothoe similis
Anthothoe similis är en havsanemonart som först beskrevs av Alfred Cort Haddon och Brian I. Duerden 1896.  Anthothoe similis ingår i släktet Anthothoe och familjen Sagartiidae. Inga underarter finns listade i Catalogue of Life.